# René Letelier
René Letelier Martner (San Bernardo, 21 febbraio 1915 – Santiago del Cile, 2 luglio 2006) è stato uno scacchista cileno.

## Biografia
Vinse cinque volte il Campionato cileno (1957, 1959, 1960, 1964 e 1973). 
Partecipò con il Cile a 7 olimpiadi degli scacchi dal 1939 al 1970 (in prima scacchiera nel 1960, 1964 e 1970).
Il suo miglior risultato è stata la vittoria nel torneo di Montevideo del 1954, davanti a Miguel Najdorf e Ossip Bernstein. Nel 1950 si classificò =5º su 16 giocatori nel torneo di Venezia (vinto da Aleksandr Kotov davanti a Vasilij Smyslov. 
Partecipò a molte edizioni del torneo di La Plata. Nel 1959 terminò al quinto posto, ma vinse la partita contro Bobby Fischer.  Nel 1969 vinse la 12ª edizione del torneo open di La Plata. Nel 1963 a L'Avana ottenne il terzo posto nel 4º campionato panamericano (vinto da Eleazar Jiménez).
Ottenne il titolo di Maestro Internazionale nel 1960.